# Hiroshi Kitadani
Hiroshi Kitadani (きただに ひろし, Kitadani Hiroshi) 24 de agosto de 1968) é um cantor japonês que toca várias canções temáticas de anime. Ele também trabalha como compositor e é membro do JAM Project. Ele é famoso por cantar músicas de One Piece, incluindo a primeira abertura da série, "We Are!". Outra canção, "We Go!", chegou às paradas da Billboard Japan.

## Carreira

### 1994-2010: Stagger, Lapis Lazuli, "We Are!", JAM Project e shows no Brasil

Capa do álbum Scratch, do Stagger

Capa do álbum THE BEST, do Lapis Lazuli

Hiroshi Kitadani começou sua carreira de cantor em 1994 como membro do trio musical Stagger. A banda lançou dois álbuns (Scratch e No Arguments) e alguns singles antes de se desfazer em 1997. O cantor então se juntou a outros músicos na banda Lapis Lazuli. O grupo lançou alguns álbuns e fez músicas para Guilty Gear X, mas se desfez em 2004. Nesse interim, Kitadani começou sua carreira solo, e se tornou mundialmente reconhecido por cantar a popular música tema de abertura de One Piece, "We Are!" , que foi seu primeiro lançamento como cantor solo. O compositor Kohei Tanaka ia inscrever uma nova música para ser selecionada para ser a primeira abertura da série, e Kitadani foi chamado para fazer o vocal da demo. Quando o estúdio acabou por escolher a canção oficialmente, os próprios funcionários da empresa começaram a sugerir ficar com o cantor, que tinha ouvido da gravadora que ela não via um futuro com ele. O próprio cantor revela que música veio do nada e que mudou sua carreira.
Em 2002, sua grande chance veio quando ele se juntou ao JAM Project, após a saída do fundador Ichiro Mizuki. Ele estreou durante o segundo show ao vivo do grupo, mas não participou da gravação de estúdio do grupo até o lançamento do single "Nageki no Rosario". No mesmo ano, se junta a seus colegas de JAM Project Hironobu Kageyama e Masaaki Endoh para criar o Manga Trio, com o objetivo de criar covers acústicos de músicas de anime e tokusatsu para se apresentarem em vários eventos, muitas vezes envolvidos em questões de caridade, tocando até em lugares pequenos, como escolas e parques.
Em 2005, Ricardo Cruz se junta ao JAM Project. No ano seguinte, Kitadani canta a abertura da série Madan Senki Ryukendo. No mesmo ano, visita o Brasil pela primeira vez, se apresentando na Anime Friends,
Em 2006, lançou a música "Don't Give Up" com Hironobu Kageyama. Ela foi usada como tema principal do jogo Battle Stadium D.O.N.
Em 2008, Rica Matsumoto deixa o JAM Project, criando a formação da banda que se mantém até o presente. Foi nesse ano que Kitadani visitou o Brasil pela primeira vez com o supergrupo, novamente na Anime Friends, com apresentações de versões em karaokê de suas músicas.
Em 2008, Hiroshi lançou seu primeiro álbum de estúdio completo, R-New, e a colega de banda do JAM Project, Masami Okui, forneceu back-up vocals e harmonização em muitas das faixas do álbum. No documentário que acompanha, ele trabalhou nas faixas com amigos em um pequeno estúdio de gravação. Enquanto escrevia músicas, ele demonstrou suas habilidades culinárias, preparando refeições para si mesmo em seu próprio apartamento.
Em 2009, Kitadani se apresentou com Hironobu Kageyama e Ricardo Cruz no Anime Nation, extinta convenção de animes em Brasília. No mesmo ano, além de também ter se apresentado na Anime Friends, participou do SANA, em Fortaleza; e no Anime Family, no Rio de Janeiro. No ano seguinte, participou do Super AniMinas em Belo Horizonte e do Anibahia, em Salvador.

### 2011-2025: Retorno aOne Piece, perda de audição e shows internacionais
Em 2011, Kitadani volta a fazer uma canção para One Piece, desta vez "We Go!", 15ª abertura da série. O cantor receava que a recepção da sua volta não seria positiva, mas acabou tendo um retorno favorável. No mesmo ano, formou a SV Tribe com Masaaki Endoh e Aki Misato e o grupo continua a escrever e executar músicas de abertura para muitas séries de anime. Ainda em 2011, se juntou a Hironobu Kageyama e Masaaki Endoh para lançar duas músicas para a série de tokusatsu Sea Jetter Kaito. A abertura, homônima, foi composta por Kageyama com letras dele e de Endoh, que a cantou sozinho. Já a outra canção, chamada "Fumetsu no Hero", foi cantada pelo trio, com letra e música de Endoh.
Em 2012, voltou ao Brasil com o JAM Project, desta vez com banda e músicos tocando instrumentos, mas com a ausência de Yoshiki Fukuyama por motivos médicos. No ano seguinte, o JAM Project se apresenta novamente no mesmo evento, mas desta vez com sua formação completa.
Em 8 de agosto de 2012, Hiroshi lançou seu segundo álbum completo, Real.
Em 2014, lança a coletânea Score.
Em 2015, participou do álbum Featuring X, da cantora Aya Ikeda, fazendo um dueto na canção "TO JOIN FORCES". No mesmo ano, se apresenta pela primeira vez em Portugal, participando do evento Iberanime.
Em 2016, ele se junta ao cantor Kishidan e volta a fazer uma abertura de One Piece, desta vez chamada "We Can!", que foi a 19ª abertura do anime. Foi a primeira vez que colaborou com alguém em sua carreira solo. No mesmo ano, se apresenta em Manila, no AsiaPOP Comicon.
Em 2017, Kitadani precisou adiar shows ao ser internado para tratar um problema no ouvido que causou perda de audição repentina. Após a internação, ele foi liberado para apresentações, mas precisou de tratamento contínuo.
Em 2018, ele se apresentou no Anime NYC, nos Estados Unidos.
Kitadani volta à One Piece em 2019, com a 22ª abertura da série, chamada "OVER THE TOP", também escrita por Tanaka, de "We Are!". Desta vez, a canção foi escrita especificamente para Kitadani, e como a dupla já se conhecia bem, a composição girou em torno do alcance vocal do cantor. Como a pandemia de COVID-19 começou logo depois do lançamento desta música, ela foi pouco cantada em shows ao vivo.
Em 2020, gravou uma versão acústica de "We Are!" com Ricardo Cruz para seu projeto AnisonLab.
Em 2023, Kitadani foi escolhido para cantar a abertura de Ultraman Blazar. Em outubro do mesmo ano, o cantor retorna ao Iberanime em Porto, Portugal.
Em 2024, ele foi convidado para cantar "We Are!" no canal THE FIRST TAKE. Mesmo ano em que voltou a fazer uma abertura para One Piece, a 26ª da série, chamada "UUUUUS!". O convite ao cantor se deve as comemorações de 25 anos de lançamento do anime. Ainda em 2024, nas comemorações do aniversário de 20 anos de Sea Jetter Kaito, Kitadani se reuniu com Masaaki Endoh e Hironobu Kageyama, com quem fez duas músicas para a série muitos anos antes, e lançaram uma nova música chamada "Next Action for the Future ~Sea Jetter Kaito", lançada no single Mirai (Ashita) e Susume! Sea Jetter Kaito ~NEXT ACTION FOR THE FUTURE~. O single contém as duas músicas antigas e foi lançado no Kaito Fes 2024, um evento que celebra a série.
Em janeiro de 2025, Kitadani participará de um show em tributo a Kōji Wada, chamado Koji Wada Tribute Live 2025 - Butterflies Forever, que ocorrerá no Zepp DiverCity, em Tóquio. As comemorações a Wada serão acompanhadas com o lançamento de quatro álbuns. Dois chamados Be Forever Butter-Fly-BEST ALBUM-, e dois chamados Koji Wada Debut 25th Anniversary Tribute Album - Butterfly Forever, ambos divididos em duas edições chamadas "Special Edition K" e "Special Edition W" (as iniciais do artista). No "BEST ALBUM", as canções estarão todas com a voz de Wada e, no "Tribute Album", diversos artistas fazendo covers de músicas de Wada. Kitadani cantará "re~fly". No show, álbuns duplos especiais serão vendidos, juntando as músicas das "special editions" K e W em um só.
Ainda em 2025, lança o álbum ONE PIECE COVER SONGS ~Nakama no Shirushi x~, onde selecionou várias músicas do anime One Piece que não foram originalmente cantadas por ele para fazer covers. Ele também volta ao Brasil após 12 anos para se apresentar na Anime Friends.

## Discografia

### Álbuns com o Stagger
1995: Scratch
1996: No Arguments

### Álbuns com o Lapis Lazuli
1999: Knock Around
2001: Guilty Gear X Rising Force Of Gear Image Vocal Tracks -Side.I ROCK YOU!!-
2001: Guilty Gear X Rising Force Of Gear Image Vocal Tracks -Side.II SLASH!!-
2001: Guilty Gear X Rising Force Of Gear Image Vocal Tracks -Side.III DESTROY!!-
2001: Private Emotion
2002: United Future
2003: Lapis Lazuli
2004: Lapis Lazuli THE BEST (coletânea)

### Álbuns solo
2008: R-New
2012: Real
2014: Score (coletânea)

2025: ONE PIECE COVER SONGS ~Nakama no Shirushi x~